# Nikon D5
D4S D6
Le Nikon D5 est un appareil photographique reflex numérique professionnel annoncé par Nikon en janvier 2016 et commercialisé en mars.

## Caractéristiques techniques
- Processeur d'images EXPEED 5
- Autofocus Multi-CAM 20K avec 153 collimateurs dont 99 croisés
- Vidéo 4K/UHD (3840 x 2160) à 30 im./s